# USS Hulbert (DD-342)
Za druga plovila z istim imenom glejte USS Hulbert.
USS Hulbert (DD-342) je bil rušilec razreda Clemson v sestavi Vojne mornarice Združenih držav Amerike.
Rušilec je bil poimenovan po marincu Henryju Lewisu Hulbertu.

## Zgodovina
Za zasluge med drugo svetovno vojno je bil rušilec odlikovan z dvema bojnima zvezdama.
2. novembra 1945 je bil rušilec izvzet iz aktivne sestave, bil 28. novembra 1945 odstranjen iz seznama plovil Vojne mornarice ZDA in bil oktobra 1946 prodana za razrez.